# Johann Peter Merz

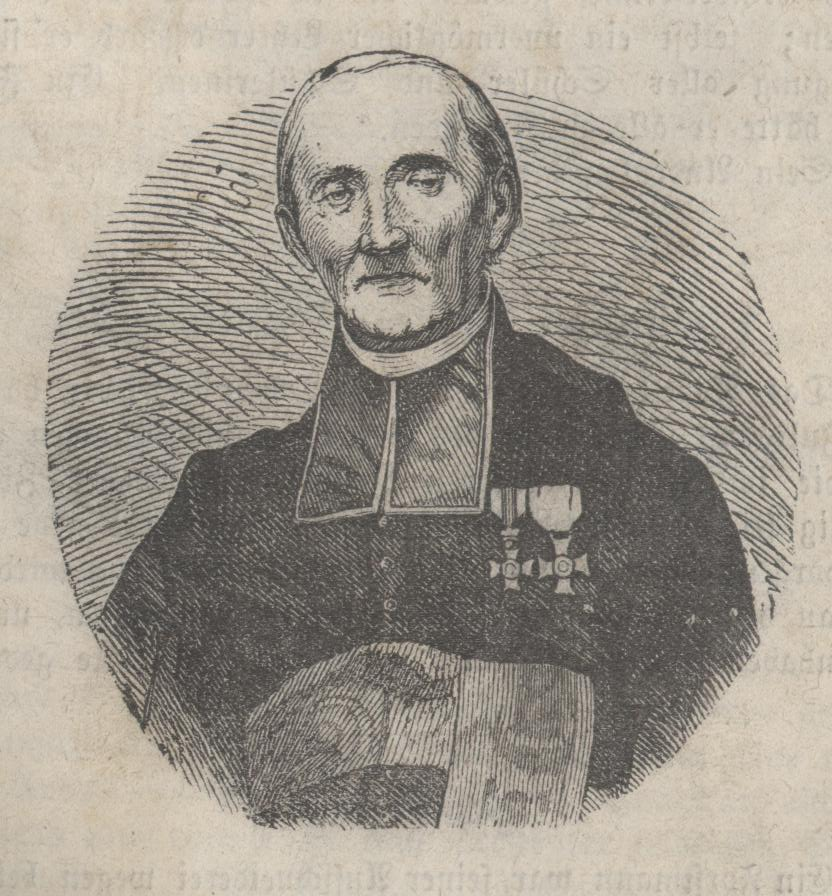
Pfarrer Johann Peter Merz, dekoriert mit dem Roten Adlerorden und dem Ludwigsorden; zeitgenössischer Stich.

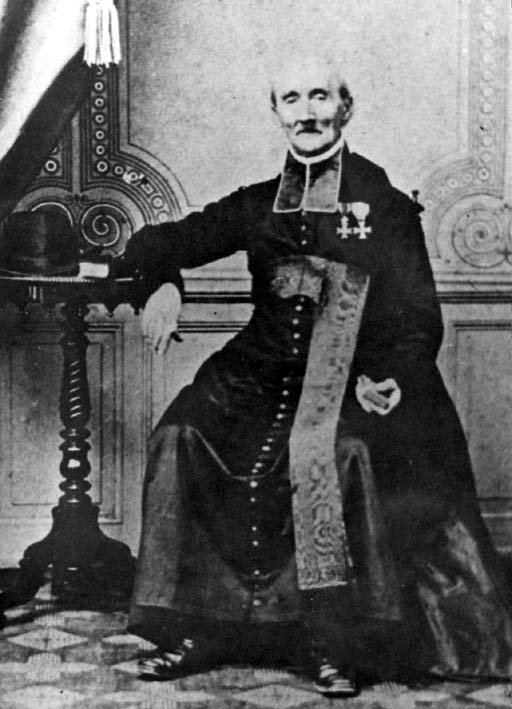
Pfarrer Johann Peter Merz, Foto um 1865

 Johann Peter Merz  (* 29. Mai 1791 in Mainz; † 14. Mai 1874 ebenda) war ein katholischer Priester aus dem Bistum Mainz, Garnisons- und Gefängnisseelsorger, langjähriger Pfarrer an St. Stephan in Mainz sowie eine bekannte Mainzer Priestergestalt.

## Leben

### Herkunft und Werdegang
Johann Peter Merz entstammt einem alten ritterbürtigen Ratsherrengeschlecht, die als Jurate großen Einfluss in Kurmainz hatten. Ein Zweig der Familie wurde Ende des 17. Jahrhunderts in den Reichsritterstand erhoben mit dem Titel Merz von Quirnheim.
Der Geistliche wurde 1791 in Mainz geboren, besuchte dort die Lateinschule, dann das französische Lyceum und das Priesterseminar unter Regens Bruno Franz Leopold Liebermann. Am 29. März 1812 erwarb er den Grad des Baccalaureus, den die kaiserliche Akademie in Paris mit Datum vom 17. November des Jahres bestätigte. Bischof Joseph Ludwig Colmar weihte ihn am 2. September 1815 zum Priester.

### Pfarrer von St. Stephan in Mainz
Zunächst fungierte Johann Peter Merz als Kaplan an der Mainzer Pfarrkirche St. Ignaz und kam schon 1816 als Pfarrer an die Kirche St. Stephan. Hier blieb er über 50 Jahre lang Pfarrer und wurde zu einer sehr geschätzten, stadtbekannten Persönlichkeit. Die noch von der Revolutionszeit her ausgeplünderte Pfarrkirche St. Stephan ließ Pfarrer Merz renovieren, besonders den Kreuzgang. Da die nächste Schule weit entfernt war, unterrichtete er die Kinder in seinem Pfarrhaus unentgeltlich. Die Schulbehörde der Stadt ging deshalb gegen den Priester vor, aber das Ministerium wies die Klage gegen ihn ab.

### Gefängnisseelsorger
Schon als Kaplan in St. Ignaz begann er freiwillig Gottesdienste im Zivilgefängnis der Stadt zu halten, ab 19. Oktober 1818 bestellte man ihn offiziell zum Gefängnisseelsorger, wobei er auch viele zum Tode verurteilte auf ihrem letzten Gang begleitete. Anfänglich war die Gefängniskapelle ungeeignet zur Meßfeier und Merz ließ auf eigene Kosten dort einen Altar errichten. Als er Pfarrer von St. Stephan wurde, schenkten ihm die weiblichen Gefangenen eine Silberdose mit der Aufschrift: „Ex dono nonaginta novem Incarceratarum 1816“ („Ein Geschenk von 99 weiblichen Häftlingen 1816“).

### Militärpfarrer
Zusätzlich zu seinen sonstigen Aufgaben war Pfarrer Merz ab 1821 22 Jahre lang freiwillig und ohne Besoldung Pfarrer für die katholischen Angehörigen der preußischen Garnisonstruppen der Festung Mainz. Nach 8 Jahren hatte es anfänglich Schwierigkeiten gegeben, und man wollte den ungenehmigten Seelsorgedienst verbieten, dann konnte Pfarrer Merz jedoch die Tätigkeit fortsetzen und wurde nach 22 Jahren der Bewährung sogar offiziell als Militärseelsorger angestellt und besoldet. Sieben Jahre lang versah er den gleichen Dienst bei den österreichischen Truppen des 49. Linien-Infanterie-Regiments „Freiherr von Langenau“.

### Anerkennung und Auszeichnungen
Nach und nach wurde das Engagement des Priesters auch staatlicherseits anerkannt und honoriert. König Friedrich Wilhelm III. verlieh ihm am 4. September 1833 den Preußischen Roten Adlerorden III. Klasse, von Kaiser Ferdinand I. erhielt er am 16. November 1839 und von König Friedrich Wilhelm IV. von Preußen am 22. April 1841 je eine goldene Schnupftabaksdose; von Prinz-Regent Wilhelm (später König von Preußen) am 29. Oktober 1859 einen Brillantring. Schließlich wurde Johann Peter Merz am 26. Dezember 1859 vom Hessischen Großherzog Ludwig III., seinem Landesherrn, mit dem Großherzoglich Hessischen Ludwigsorden II. Klasse geschmückt.  Man machte Pfarrer Merz sogar das Angebot, als Seelsorger ins Königreich Preußen überzutreten, was er jedoch ablehnte, da er sich nicht von seiner langjährigen Gemeinde trennen wollte. Außerdem verlieh man dem Priester den Ehrentitel eines Geistlichen Rates.

### Jubiläen
Zu seinem 50-jährigen Priesterjubiläum 1865, das er im Kloster Marienthal im Rheingau beging, charakterisierte man ihn folgendermaßen:

„Der Jubilar hat die Frömmigkeit seiner Gemeinde in jeder Weise befördert. Er hob die kirchliche Feier, erbaute am Altar, zog an durch Lehre, begeisterte für die Religion durch Wort und Beispiel, so dass die Gemeinde sich enger an die Kirche anschloss. Zugleich leuchtete er durch Herzensgüte und milde Gesinnung; er nahm sich aller Gemeindeglieder auf das Wärmste an, wie ein Vater seiner Kinder; den Armen war er Stütze und Hilfe, den Kranken brachte er Trost und Linderung; als großer Kinderfreund gewann er sich schnell die Liebe der Kleinen; als unermüdlicher Lehrer erwarb er sich die Zuneigung aller Schüler und Schülerinnen. Ein Freund aller hatte er alle zu Freunden.“

Laut der Festschrift zum 50. Jahrestag der Installation als Pfarrer von St. Stephan 1866 ließen die ehemaligen Schüler und Schülerinnen des Priesters eine Gasbeleuchtung in der Kirche verlegen und an den Kandelabern des Chores folgende Widmungsinschrift anbringen: „Die Einrichtung der Gasbeleuchtung haben die dankbaren Schüler Schülerinnen herstellen lassen zu Ehren des hochwürdigen Herrn Pfarrers Merz in Erinnerung seines Unterrichts während fünfzig Jahren, am Jubelfest, 17. April 1866.“ Seine Pfarrangehörigen und Freunde schenkten ihm für die Kirche einen wertvollen Taufstein, ebenfalls mit einer Widmung, die lautete: „Dem sehr ehrwürdigen Herrn Peter Joseph Merz aus Mainz, Pfarrer der Kirche St. Stephan während 50 Jahre, haben diesen Taufstein zur Vermehrung der Ehre des Gotteshauses am Tage des Jubiläums, am 17. April im Jahre des Herrn 1866, die Pfarrgenossen geweiht.“

### Tod und Begräbnis
Johann Peter Merz starb am 14. Mai 1874 in Mainz und wurde auch dort beigesetzt. Der Mainzer Priester Wilhelm Thoms hielt beim Begräbnis die Leichenpredigt. Sie erschien im Druck unter dem Titel: „Leichenrede auf den hochwürdigen Herrn geistlichen Rath Johann Peter Merz, Pfarrer zu St. Stephan in Mainz, gehalten von Wilhelm Thoms“ (Mainz 1874).

### Freundschaft mit Bischof Weis
Nikolaus von Weis, später Bischof von Speyer, empfing am 22. August 1818 in Mainz die Priesterweihe und feierte seine Erstlingsmesse in der Kirche St. Stephan, wobei ihm „der dortige würdige Pfarrer Johann Peter Merz“ assistierte. Weis und Merz kannten sich aus der gemeinsamen Mainzer Zeit und blieben ihr ganzes Leben hindurch „innig befreundet“, wie Franz Xaver Remling in seiner Biographie des Bischofs bekundet.